# Gustaf Ericsson (författare och spion)
Gustaf Ericsson, tidigare Eriksson, född 6 september 1900 i Örebro Nikolai som Gustaf Martin Eriksson, död 24 februari 1967, var en svensk författare, dömd 1942 för tryckfrihetsbrott och 1946 för olovlig underrättelseverksamhet.

## Biografi
Gustaf Ericsson föddes den 6 september 1900 som Gustaf Eriksson, men ändrade stavning på sitt efternamn vid ungefär 20 års ålder. Han var bror till författaren Einar Eriksson (Einar Erix).
Ericssons bok Bland fångar och filmhjältar i U.S.A. översattes till ryska och gavs ut i flera upplagor under perioden 1926–1930 i Sovjetunionen. 
Han medverkade också, bland annat som manusförfattare under pseudonymen Richard Houston, vid tillkomsten av spelfilmen Panik 1939 om en förment judisk och bolsjevikisk konspiration mot Ivar Kreuger, spelad av Gösta Richter. Filmen hade urpremiär på Alcazar i Malmö den 5 mars 1939, men lades ner efter någon vecka. 
Hans bok Hitler skjuts kl 24! konfiskerades i november 1939 med stöd av tryckfrihetsförordningens passus om att "Är skriften ej smädlig eller förgriplig, men genom densamma missförstånd med utländsk makt sig yppat, må den utan rättegång kunna konfiskeras".
Han dömdes till fängelse två gånger, dels för tryckfrihetsbrott 1942 för vissa avsnitt i boken Alarm: en sista varning, dels 1946 för olovlig underrättelseverksamhet. Boken Alarm blev förbjuden och konfiskerades, men utkom raskt i en ny utgåva med titeln Nytt alarm. 

### Förbjudna avsnitt ur boken "Alarm - en sista varning"
Stockholms Rådhusrätts dom på 10 månader för brott mot tryckfrihetsförordningen fastställdes den 12 juni 1943. Domstolen ansåg att följande åtta avsnitt ur boken "Alarm -en sista varning" var straffbara (numreringen återfinns i rättegångsprotokollet, "Hallby" visar stora likheter med Kurt Haijby):
A1. Majoren: ”Sante’s högsta styresmän och ämbetsmän: denna dag äro alla f.d. samvetsömma försvarsnihilister och antimilitarister”
A2. Generalen: ”Och vi ha varit närmare kriget än någon anar, ett tiotal gånger under de senaste åren, tack vare våra ledande män och deras oförmåga att bedöma det verkliga läget.”
A3. Generalen: ”Föreställ er en handfull politiska vettvillingar som först skrotar ned ett lands försvar och därför en dag ger order om att landets alla män skall ut och slaktas till sista man, för ett par politiska doktriners skull.”
A4. Generalen: ”Men vi ha suttit med händerna i kors och låtit oss luras in i en säck, av en samling ansvarslösa politiska kvacksalvare och demagoger.”
A5. Generalen: ”Sanningen är att vi inte alls kan föra det krig, som en handfull politiska, civila kolingar i Santé strävar efter att få oss med i.”
A6. Hallby: ”Nottingham och Setter är menlösa schajaser endast till det yttre, men hänsynslösa typer i händerna på högre makter. Dom har befogenheter att sätta sig över 
alla slags lagar och förordningar.”
A7. Hallby: ”Hela det ledande skiktet i Santé i denna dag består av en samling moraliska krymplingar, perversa vrak, homosexualister och sexuellt abnorma individer. Det är ett träsk, som en dag kommer att förpesta hela Santé, om ingen upprensning sker. Det är en stinkande böldpest som sakta håller på att förgifta hela vårt land.”
A8. Hallby: ”Perversiteten och homosexualiteten har blivit en del av frihetssystemet, som tagit det moraliska förfallet i sin tjänst, i den politiska strategien och i regeringsutövningen.”

### I exil
Efter den sista fängelsedomen var Gustaf Ericsson mestadels bosatt utomlands, bland annat flera år i USA och i Danmark. År 1961 gjorde han ett uppmärksammat besök i Lund, där han under pseudonymen Boris Michael Brennan på ett spektakulärt sätt ville lansera sin nya bok om Kreugerkraschen "The Billion Dollar Murder", för övrigt den sista bok han skrev.
Gustaf Ericsson avled den 24 januari 1967 på ett sjukhem i Espergærde (Helsingör, Danmark) i sviterna av en lunginflammation.

### Eftermäle
År 2000 utkom boken "Mannen som kom tillbaka från de döda" skriven av Gunnar Pettersson född 1951. En utökad version med nya faktauppgifter publicerades som e-bok år 2021.

### Om Ericsson
- Pettersson, Gunnar (2000). Mannen som kom tillbaka från de döda: en bok om skandalförfattaren Gustaf Ericsson. Stockholm: Ordfront. Libris 7634610. ISBN 9173247464
  - Gunnar Pettersson (2021) (E-pub). Mannen som kom tillbaka från de döda - En bok om skandalförfattaren Gustaf Ericsson (Utökad version med nya faktauppgifter). ISBN 9789180208291. https://www.adlibris.com/se/e-bok/mannen-som-kom-tillbaka-fran-de-doda-en-bok-om-skandalforfattaren-gustaf-ericsson-9789180208291

## Filmografi
- 1939 - Panik (manus och produktionsledare)[8]